# 村山藤子
村山 藤子（むらやま ふじこ、本名：村山於藤、むらやま おふじ、1897年4月29日 - 1989年3月20日）は、日本の実業家。朝日新聞社の社主家として大きな影響力をもち、香雪美術館理事長、ロイヤルホテル相談役、大阪国際フェスティバル協会常務理事などを歴任した。

## 来歴
『朝日新聞』の創業者である村山龍平の一人娘として大阪に生まれ、学校には通わず、京都大学教授らを家庭教師に招いて教育された。
1919年、岡部長挙を婿養子に迎えて結婚（村山長挙）。1933年に父・龍平が死去すると、夫・長挙が会長（後、1940年に社長）となった。やがて藤子は、社長夫人、大株主の社主家として影響力をもつようになっていった。
特に1963年以降のいわゆる村山事件など、朝日新聞社の経営陣としばしば対立した。当時、平林たい子は、「村山藤子夫人論」という文章で、「新聞社内の民主化に一老女性がついて行けなかった」と評した。
この間、藤子は、朝日ビルディング社長（後、名誉会長）、香雪美術館理事長、ロイヤル・ホテル相談役などを歴任した。
また、大阪国際フェスティバル協会常務理事として、クラシック音楽の普及にも関わった。茶道への造詣も深く、藪内流家元藪内紹智などとも親交があった。